# Mariano Arrate
Mariano Arrate Esnaola (ur. 12 sierpnia 1892 w San Sebastián, zm. 24 grudnia 1963 tamże) – hiszpański piłkarz, obrońca. Srebrny medalista olimpijski z Antwerpii.
Jako piłkarz klubu Real Sociedad był w kadrze reprezentacji podczas igrzysk olimpijskich w 1920, gdzie Hiszpania zajęła drugie miejsce. Arrate wystąpił w czterech meczach turnieju. W latach 1920–1923 wystąpił w sześciu meczach reprezentacji i strzelił jedną bramkę.